# Noctuelia zachlora
Noctuelia zachlora là một loài bướm đêm trong họ Crambidae.